# Kostel svatého Václava (Dlouhá Brtnice)
Kostel svatého Václava  se nachází na severním okraji obce Dlouhá Brtnice. Kostel je farním kostelem římskokatolické farnosti Dlouhá Brtnice. Jde o kostel s pozdně gotickým jádrem, který byl do dnešní podoby několikrát přestavěn, je jednolodním kostelem s polygonálním závěrem a hranolovou věží na čelní straně, poblíž kostela stojí samostatná budova fary, která je spolu s kostelem chráněna jako kulturní památka České republiky.

## Historie
Předchůdce stavby dnešního kostela byl postaven na konci 13. století, kostel nebo možná spíše kaple byla postavena v souvislosti s přílivem horníků, kteří v blízkých dolech těžili stříbro. Kostel byl zasvěcen svaté Barboře, tj. patronce horníků. Kaple byla plochostropá a jednolodní drobná stavba, v roce 1444 došlo k přestavbě kaple na kostel, stejně tak došlo také k přejmenování na kostel svatého Václava. V tu dobu byl u kostela hřbitov, který byl obehnán zdí a dřevěnou chodbou spojen s ženským klášterem, který stál nedaleko kostela. 
K přestavbě kostela pak došlo v druhé polovině 17. století, kdy došlo k navýšení zdí, zaklenutí kněžiště a kostelní lodi a byla přestavěna sakristie na severním okraji kostela. V roce 1844 však kostel byl uzavřen, měl být sešlý, byl však obcí opraven a poté také rozšířen, byly postaveny oratoře, hudební kruchta a také byla postavena věž, na kterou byly pověšeny nové zvony a taky byly připraveny ciferníky, kdy v tu dobu chyběl hodinový strojek. Na novou věž byl pověšen i tzv. umíráček z roku 1596. Nad oltář byl pověšen oltářní obraz z roku 1774 od Josefa Altmanna. V roce 2002 byl kostel rekonstruován a byl nově vymalován, V roce 2005 započala rekonstrukce varhan v kostele, ta byla dokončena v roce 2008, původní varhany pochází z roku 1887. Znovu rekonstruován pak byl v létě roku 2016, kdy byla opravena střecha kostela.
V roce 1871 pak byla dostavěna budova fary, o dva roky později byl na faru jmenován farář Cyril Žídek. V kostele jsou tři oltáře.